# Havşanlı, Şanlıurfa
Havşanlı là một xã thuộc thành phố Şanlıurfa, tỉnh Şanlıurfa, Thổ Nhĩ Kỳ. Dân số thời điểm năm 2011 là 1.918 người.